# トーマス・シェリング
トーマス・クロンビー・シェリング（英: Thomas Crombie Schelling、1921年4月14日 - 2016年12月13日）は、アメリカの経済学者、政治学者、ゲーム理論家。2005年ノーベル経済学賞受賞。

## 来歴
1921年カリフォルニア州オークランド生まれ、カリフォルニア大学バークレー校を1944年に卒業する。
研究のかたわら政府関係の仕事につき、マーシャルプランやホワイトハウス、大統領府執務室などで働いた（1948年-1953年）。この間にハーバード大学で経済学博士号を授けられ（1951年）、1953年にはイェール大学の教員になる。ハーバード大学の教授に転じ（1958年）、同学ケネディスクール政治経済学教授となったのは1969年。ハーバード大学を退いた後はメリーランド大学公共学部で教鞭をとると、2006年の論文で第二次世界大戦から60年を経ても原子爆弾が実戦で運用されなかったことは奇跡であり今後も習わしとして保たれる保証はないと指摘し、アイゼンハウアー政権下にジョン・フォスター・ダレス国務長官が朝鮮半島への投下を具申したが見送られ、ケネディ政権でマクナマラ国防相の手腕により反核に揺り戻したとする研究を紹介している。

## 私生活
1947年、コリーン・ティガイ・サポス (Corinne Tigay Saposs) と結婚（–1991年）、男の子4人をもうけた。ハーバード大学出版局退官後の1991年にアリス・M・コールマン (Alice M. Coleman) と再婚する。2016年、メリーランド州の自宅にて死去。享年95。

## 業績
戦略研究の権威として著名。最もよく知られた著書『紛争の戦略』(1960年 The Strategy of Conflict) では交渉と戦略的行動に関する先駆的な研究を記述し、1945年以降の西側諸国で最も影響力のある100冊のうちの1冊として賞賛された。
論文「シェリングの分居モデル」（1971年 "Dynamic Models of Segregation"）は、ゲーム理論 (マルチエージェントシミュレーション Multi-Agent Simulation 頭字語: MAS) を用いてたとえ白人と黒人が隣同士で暮らすことに抵抗がなくとも、いつの間にか白人が多く居住する地域と黒人が多く居住する地域に分かれてしまう理由を説明した。この住み分け現象を隣人に対する寛容性あるいは我慢の強弱に起因すると仮定し、同論文は人種問題を扱う数多くの文献に引用された。

## 栄誉栄典
- ルーシアス・N・リタウアー（英語）政治経済学教授 (The Lucius N. Littauer Professor of Political Economy) ハーバード大学リタウアー研究所より政治経済学における功績に対して。
- 1991年– アメリカ経済学会会長。
- 2005年ノーベル経済学賞　経済学者ロバート・オーマン[注釈 1]と共同受賞、ゲーム理論の分析を通じて対立と協力の理解を深めた功績に対して[3][2]。

## 主な著作

### 単著
- National Income Behavior: An Introduction to Algebraic Analysis (マクグローヒル、1951年) 仮題『歳入の行動：代数学的分析の序章』
- International Economics, (Allyn and Bacon、1958年)

高中公男 (訳)『国際経済学』(時潮社、1997年)
- The Strategy of Conflict (オックスフォード大学出版局、1963年)
  - 河野勝 (監訳)『紛争の戦略―ゲーム理論のエッセンス』(勁草書房、2008年)
  - 赵 华『冲突的战略』周黎安 (主编) (华夏出版、2006年) 〈当代西方经济学经典译丛〉 ISBN 7508038509、NCID BA82481866。（衝突的戦略）

- Arms and Influence (イェール大学出版局、1966年) 
  - 斎藤 剛 (訳)『軍備と影響力 : 核兵器と駆け引きの論理』(勁草書房、2018年) ISBN 9784326302680、NCID BB26503595。

- Micromotives and Macrobehavior (Norton、1978年)
  - 村井章子 (訳)『ミクロ動機とマクロ行動』 (勁草書房、2016年)。
  - 謝静、鄭子梁、李天有 (訳)『微観動机与宏視行為』（中国語） (中国人民大学出版社〈当代世界学術名著. 経済学系列〉、2005年)。
- Choice and Consequence (ハーバード大学出版局 、1984年)

### 共著
- en:Morton H. HalperinとStrategy and Arms Control (世紀基金（英語）、1961年)
『戦略と軍備管理』(防衛研修所、1963年)

### 編著
- Incentives for Environmental Protection (マサチューセッツ工科大学出版局、1983年) 仮題『環境保護を進める動機付け』

### 主な論文
気候変動について
- "What makes greenhouse sense?: time to rethink the Kyoto Protocol". Foreign Affairs. 813: 2-9、 2002年。「温室効果の正当性とは？　京都議定書を再考する時期」『フォーリン・アフェアーズ』誌
- "Norms, Conventions and Institutions to cope with Climate Change". Climate Change and Common Sense : Essays in Honour of Tom Schelling. p.19-28、2012年。仮題「気候変動に取り組む習わし、慣例と機構」『気候変動と社会の常識：トム・シェリングに捧げる論文集』

合意形成と調停、軍縮について
- "Game Theory and the Study of Ethical Systems". The Journal of Conflict Resolution : a Quarterly for Research Related to War and Peace. 12 (1): 34-44、1968年。仮題「ゲーム理論と倫理的機構の研究」
- 「ミクロ的動機の生態学」ロビンマリス (編 Marris, Robin Lapthorn)、今井 賢一 (監訳) 『企業と社会の理論』(日本経済新聞社、1976年) NCID BN00604059。
- "What went wrong with arms control?" Foreign Affairs . 64: 219-233、1986 年。仮題「軍縮の失敗とは？」
- "The Diplomacy of Violence". Essential Readings in World Politics. 2004年、p.301-309。仮題「暴力の外交」『世界政治の重要な著作』
- Schelling, Thomas C. (April 18, 2006). “An astonishing 60 years: The legacy of Hiroshima”. PNAS 103 (16):  6089-6093. doi:10.1073/pnas.0600437103.
- "The Importance of Agreements". Arms Control and Disarmament : 50 Years of Experience in Nuclear Education. 2018年、p.65-78。仮題「合意の重要性」『軍縮と武装解除：核兵器教育に携わった50年』